# Česká pošta
Česká pošta er Tjekkiets statsejede postvirksomhed. De har hovedkvasrter i Prag og ca. 31.000 ansatte. 
Česká pošta blev etableret 1. januar 1993, efter opløsningen af Tjekkoslovakiet og samtidig blev de postdelen separeret fra Cesky Telecom. I Slovakiet blev oprettet Slovenská pošta. 